# Fosse no 2 des mines d'Azincourt
La fosse no 2 de la Compagnie des mines d'Azincourt est un ancien charbonnage du Bassin minier du Nord-Pas-de-Calais, situé à Erchin. Le puits est entrepris sur un carreau isolé au milieu des champs, non raccordé au réseau ferré, et situé à un peu plus de 1 200 mètres à l'ouest de la fosse Saint-Roch, nommée dès lors fosse no 1. La fosse no 2 n'a que pour seule utilité de servir à l'aérage et à la remonte des terres, d'où la formation au sud du carreau de fosse d'un terril no 129. La Compagnie des mines d'Aniche ouvre en 1904 à quelques centaines de mètres un puits ayant une situation similaire : la fosse Sébastopol. La fosse no 2 est définitivement arrêtée en novembre 1936 à la suite de la faillite de la compagnie survenue en septembre. le puits est alors remblayé en fin d'année, puis les installations détruites. Le terril est en grande partie exploité.
Au début du XXIe siècle, Charbonnages de France matérialise la tête du puits no 2, qui est situé à quelques mètres d'une habitation.

## La fosse

### Fonçage
Le fonçage de la fosse no 2 est entrepris en 1888 à Erchin, à 1 220 mètres à l'ouest de la fosse Saint-Roch qui devient alors la fosse no 1.

### Exploitation
La fosse no 2 assure l'aérage et la remonte des terres de la fosse no 1. Le diamètre du puits est de 2,60 mètres. Le cuvelage est en fonte de quinze à 61 mètres. Le terrain houiller a été atteint à la profondeur de 144 mètres.
En 1904, la Compagnie des mines d'Aniche construit la fosse Sébastopol 675 mètres au nord-nord-est, à Erchin. Le puits no 2 est profond de 307 mètres en 1906. La fosse est arrêtée en novembre 1936, à la suite de la faillite en septembre de la compagnie, sa profondeur atteint alors 395 mètres, profondeur à laquelle se situe le dernier étage de recette. Le puits est alors remblayé à la fin de l'année 1936.

### Reconversion
Au début du XXIe siècle, Charbonnages de France matérialise la tête du puits no 2. Le BRGM y effectue des inspections chaque année. Une habitation a été bâtie sur le carreau de fosse.

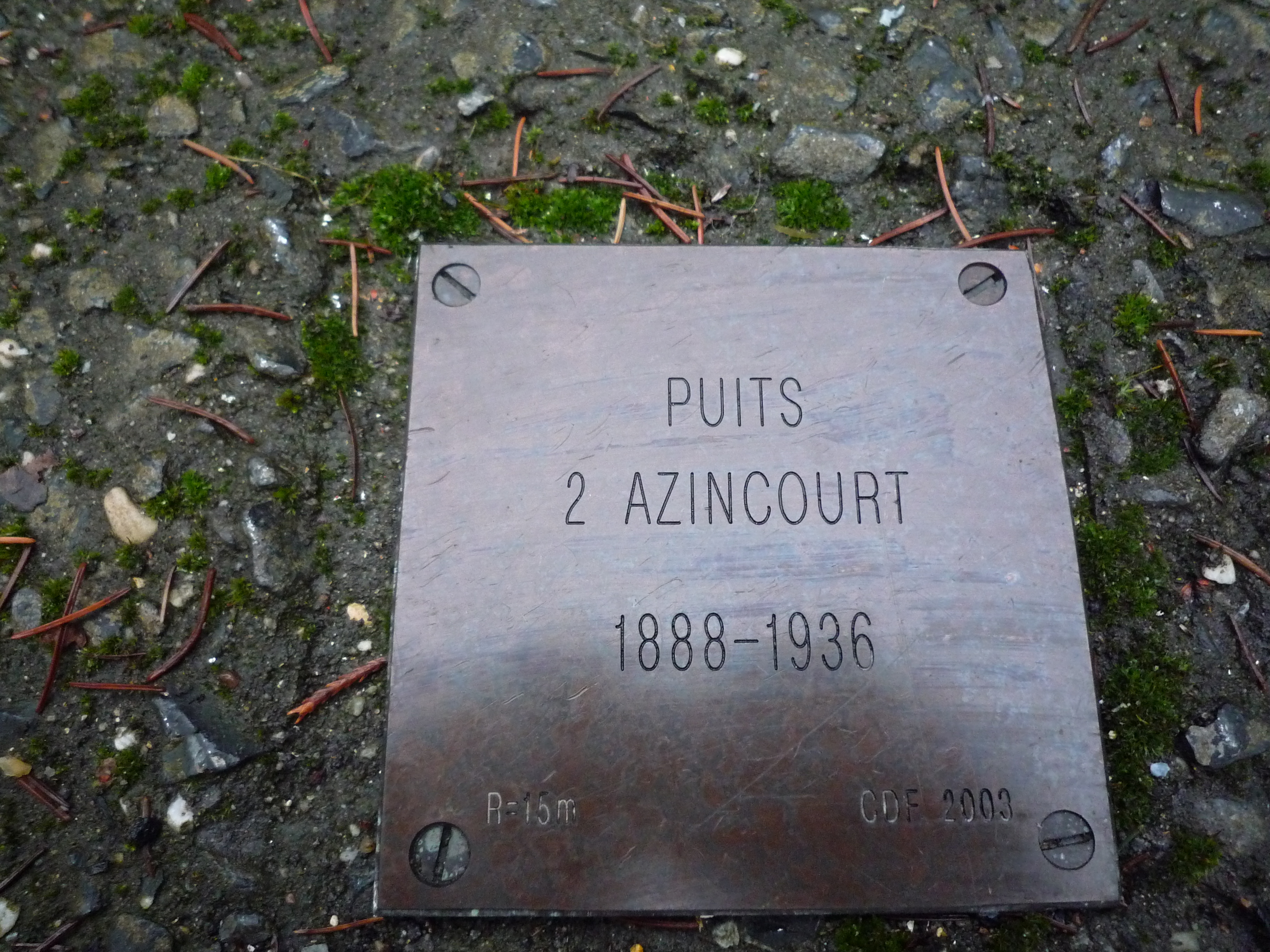
« Puits 2 Azincourt, 1888-1936 ».
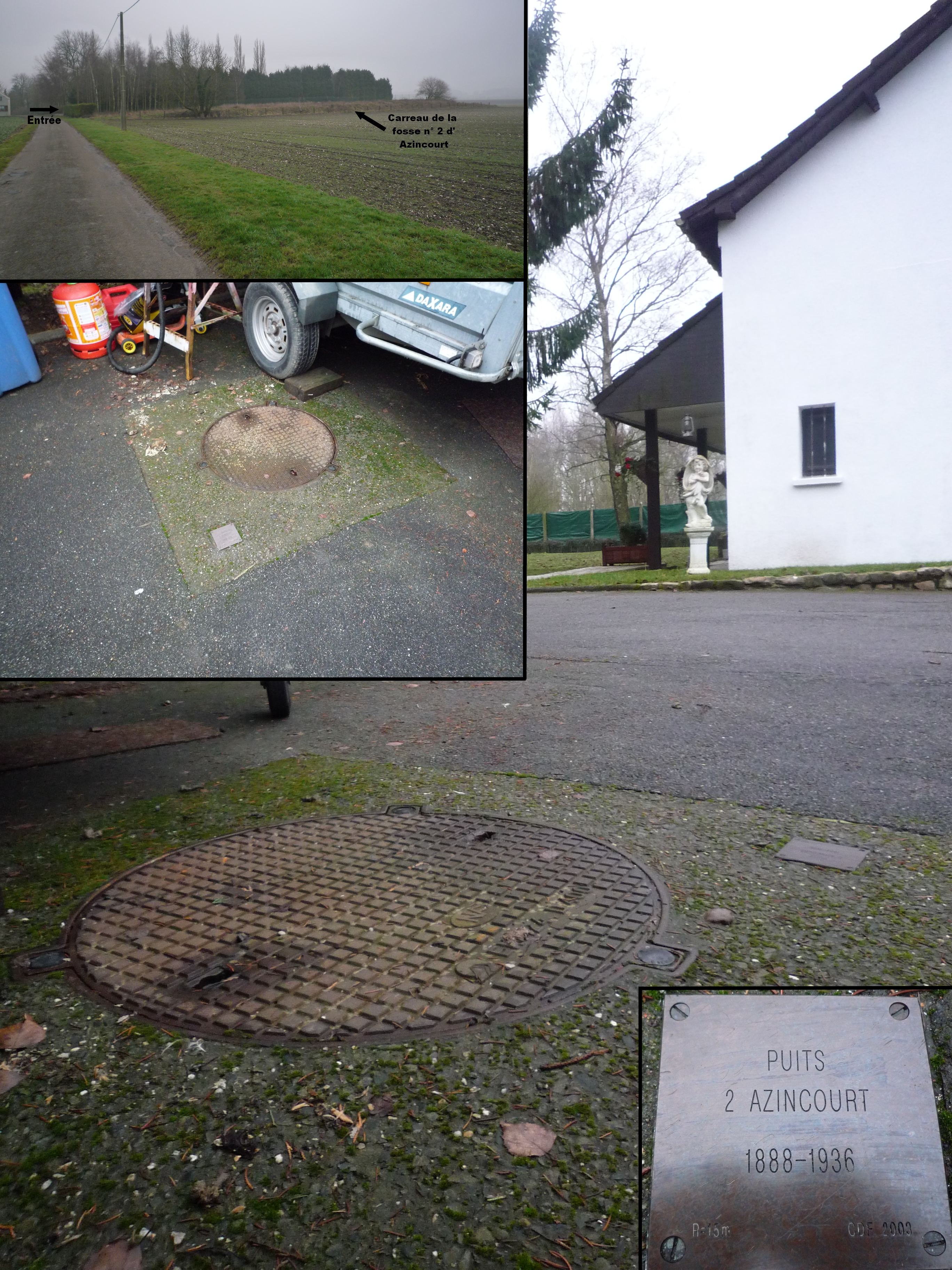
Le puits dans son environnement.
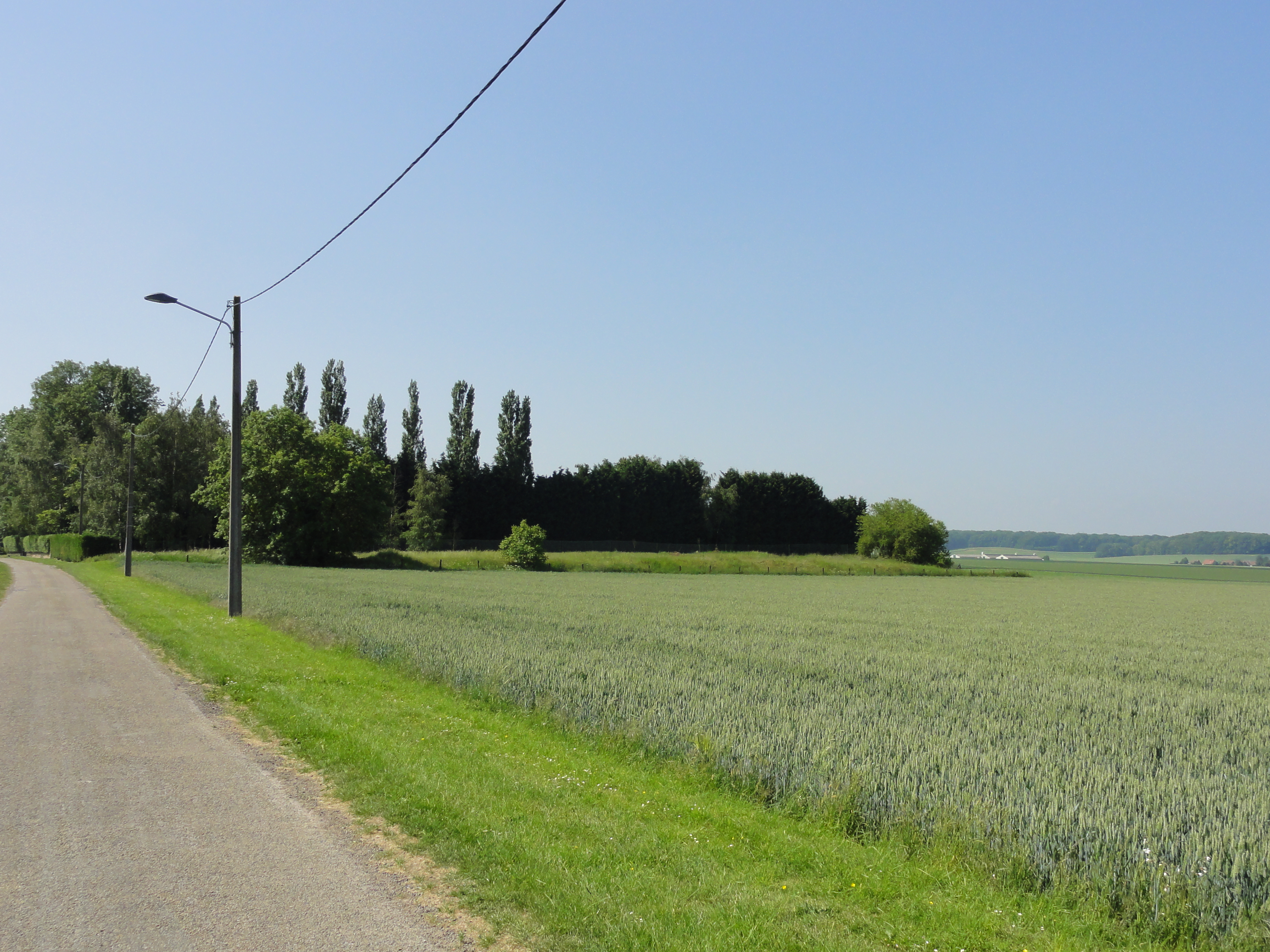
Le carreau de fosse vu depuis la route d'accès.
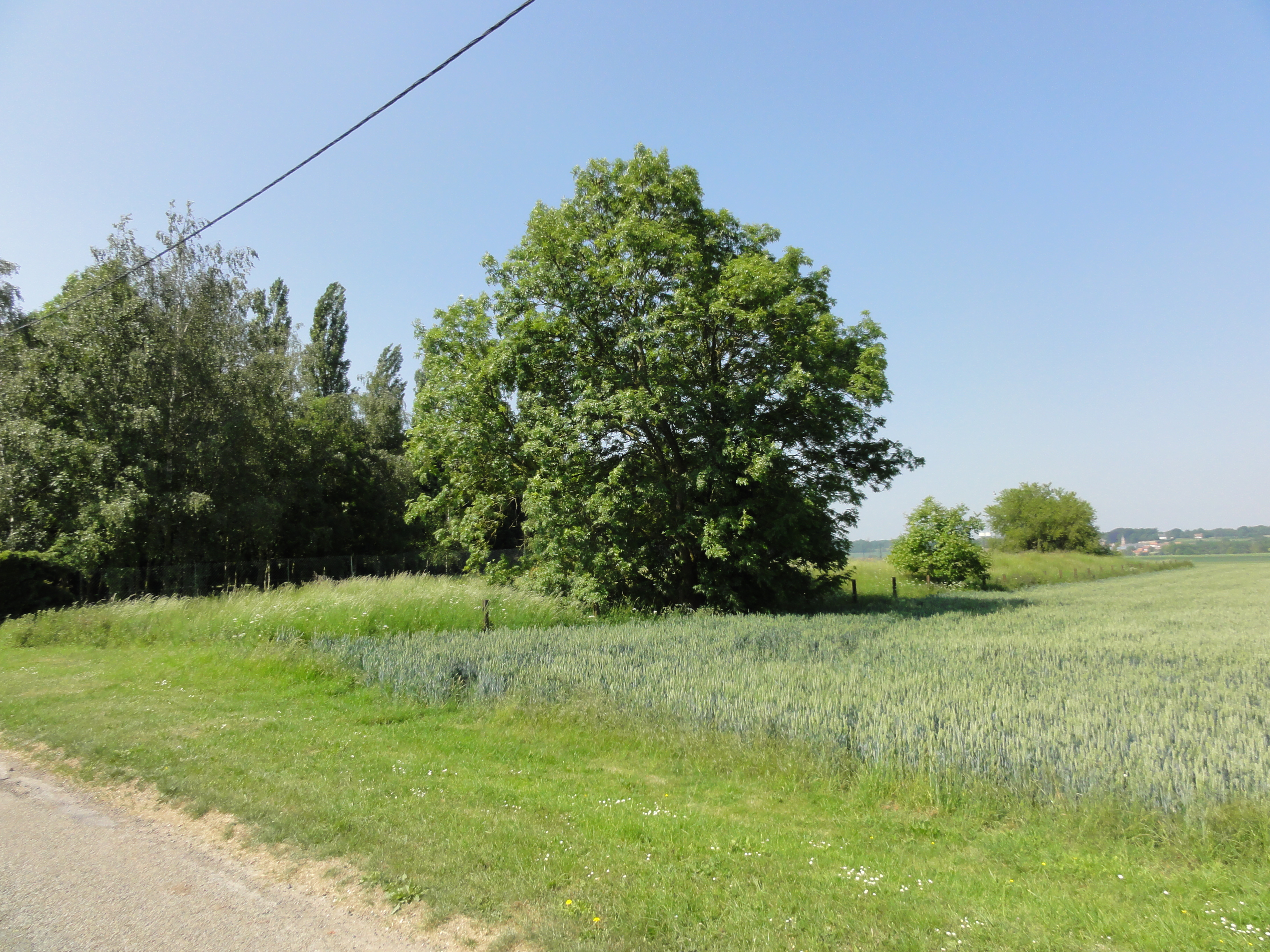
Le carreau de fosse vu depuis la route d'accès.

## Le terril
50° 18′ 57″ N, 3° 11′ 18″ E

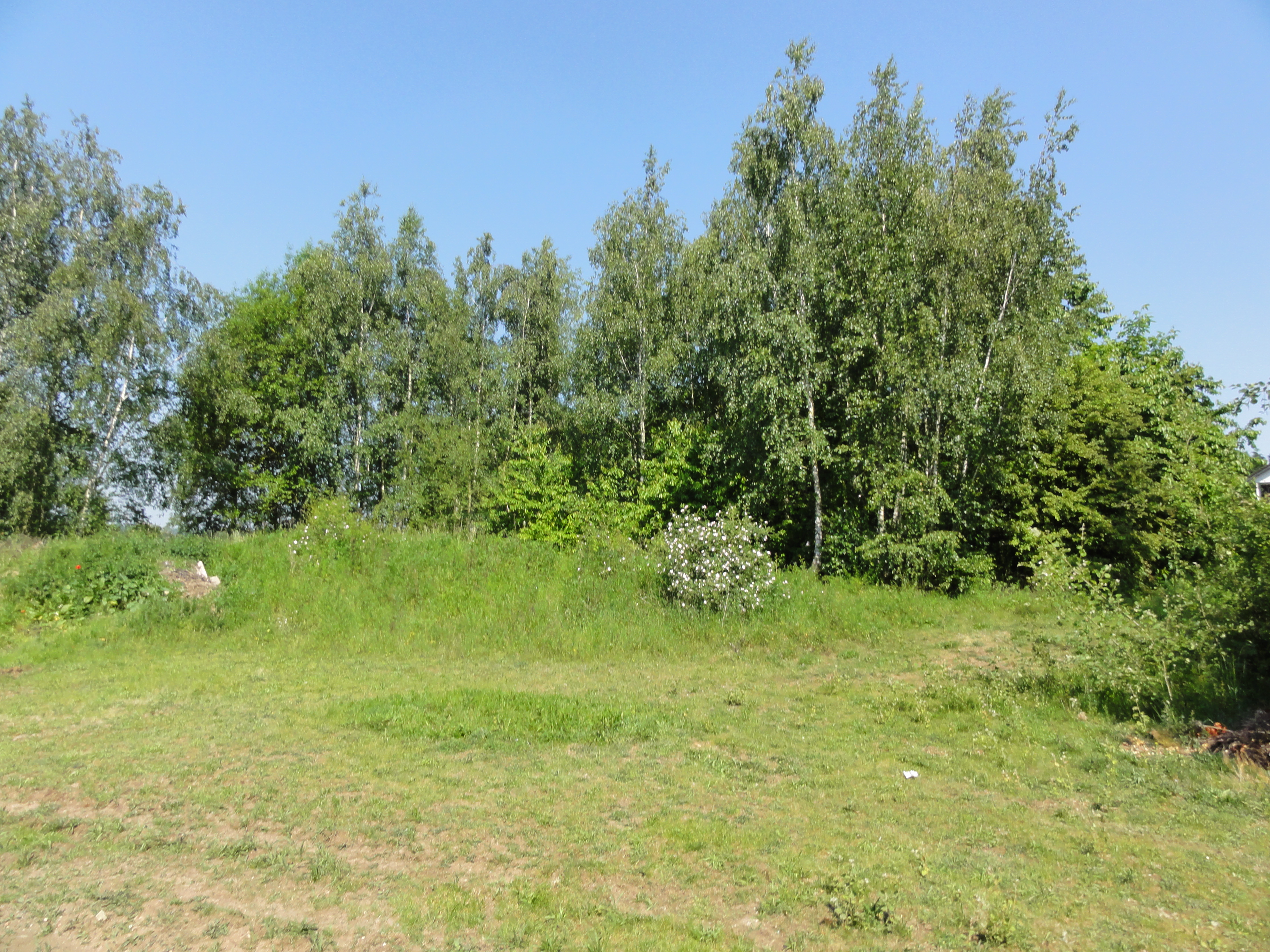
Les restes du terril en 2011.

Le terril no 129, 2 d'Azincourt, situé à Erchin, est le terril de la fosse no 2 des mines d'Azincourt, dont le carreau est situé au nord, dans le jardin d'une habitation. De petite taille, il a été exploité, et il n'en subsiste quasiment plus rien. Il culmine à cinq mètres et s'étend sur 1,67 hectare,.